# 髙橋楓翔
髙橋 楓翔（たかはし ふうと、2001年9月21日 - ）は、日本の俳優、タレント、MC、モデルである。埼玉県出身。スターダストプロモーション制作3部所属。数々の俳優活動、ヒップホップグループMAGiC BOYZのMCとしてデビュー経歴を持つ。
2024年、事務所退所。

## 略歴
2009年、テゴマス「七夕祭り」のミュージック・ビデオに出演
2013年4月からスターダストプロモーション主催のEBiDAN（恵比寿学園男子部）に所属。
2014年、EBiDAN TOKYO 39の新ユニット「EBi侍」メンバーに選抜され、同ユニットは「ちゃんばらやばらば」でCDデビューした。
2014年4月より放送の牙狼-GARO- -魔戒ノ花-にて主演 冴島雷牙の(幼少期)役として第6話『風鈴』、第17話『少年』、第25話『天命（最終話）』に出演。第17話においては初のワイヤーアクションを含む本格的アクションに挑戦した。
2014年8月金田一少年の事件簿第5話、第6話『金田一少年の決死行』では殺人鬼岩窟王の裏の顔を持つ子供コンシェルジュ・道場龍（狩谷純）役を演じる。
2014年11月、中学生ラップグループMAGiC BOYZを結成、2015年3月にデビューシングルをリリース。
2016年3月、俳優業に専念する為にMAGiC BOYZおよびEBiDANを卒業。
2016年、雑誌『nicola』のメンズモデルとしてデビュー
2017年、nicolaメンズモデルを卒業。
2021年、コカ・コーラのTVCM「この瞬間が、私。」においてはNiziUと共演。

## 人物
嫌いな食べ物はトマト。趣味は体を動かすことで、特技はダンス、水泳。

## 出演
個人での活動のみ。EBiDAN TOKYO 39のメンバーとしての活動はEBiDAN 過去のユニットに記載。MAGiC BOYZメンバーとしての活動はMAGiC BOYZに記載。

### 映画
- 時ノカケラ（SHORT SHORTS FILM FESTIVAL & ASIA 2014 上映作品）
- ピラメキ子役恋ものがたり〜子役に憧れるすべての親子のために〜（2015年2月21日公開） - 高瀬悟 役
- 彼らが本気で編むときは、（2017年2月25日公開） - リンコ(中学生時代) 役

### テレビドラマ
- 牙狼-GARO- -魔戒ノ花-（2014年4月、テレビ東京） - 冴島雷牙(幼少期)役
- 金田一少年の事件簿N　第5話・第6話（2014年8月、日本テレビ） - 道場龍 / 狩谷純 役
- Dr.倫太郎　第1話・第3話・第4話・第5話（2015年4月、日本テレビ） - 日野倫太郎(幼少期) 役
- 三匹のおっさん2 第5話（2015年、テレビ東京）ヤンキー中学生 役
- ソースさんの恋（2017年6月 - 7月、NHK BSプレミアム） - 宇野正直(中学生時代) 役
- 屋根裏の恋人（2017年6月 -、東海テレビ） - 西條勇人 役
- 魔法×戦士_マジマジョピュアーズ!（2018年、テレビ東京） - 小池輝樹 役
- dele 第6話(2018年8月、テレビ朝日) - 田辺俊一 役
- 年下彼氏 第6話「優等生の苦悩」(2020年4月、朝日放送テレビ) - 花宮高等学校1年A組同級生 役[8]
- 働かざる者たち第4話(2020年9月、テレビ東京) - マグロ漁師を目指す村の少年、悟 役[1]（劇中でラップ「マイ・マグロード」を披露）[9]
- 夢中さ、きみに。(2021年1月、毎日放送) - 佐倉 役[1]

### ミュージック・ビデオ
- テゴマス「七夕祭り」（2009年）

### CM
- 「ジョイングループ平安典礼」（2009年）
- 東洋ゴム工業「ミニバン用タイヤ」（2013年）
- コカ・コーラ 「この瞬間が、私。」キャンペーン TVCM（2021年）[10]

## 作品
- EBi侍の作品はEBi侍に記載。
- MAGiC BOYZの作品はMAGiC BOYZ#ディスコグラフィに記載。

## 書籍

### 雑誌
- nicola（2016年[7]、新潮社） - メンズモデル